# Once Beyond Hopelessness
Once Beyond Hopelessness – ścieżka dźwiękowa do filmu Christmas on Mars nakręconego przez zespół The Flaming Lips.
Wszystkie utwory są instrumentalne. Niektóre zostały wydane wcześniej jako drugie strony singli z płyty Yoshimi Battles the Pink Robots oraz dodatek do kbiografii zespołu Waking Up With a Placebo Headwound pod innymi tytułami. Album znany jest też jako Christmas On Mars, a jego poprawny tytuł znajduje się tylko na okładce wersji winylowej.

## Lista utworów
1. "Once Beyond Hopelessness" – 3:07
2. "The Distance Between Mars and the Earth, Pt. 1" – 0:52
3. "The Horrors of Isolation: The Celestial Dissolve, Triumphant Hallucination, Light Being Absorbed" – 4:39
4. "In Excelsior Vaginalistic" – 3:02
5. "Your Spaceship Comes from Within" – 1:28
6. "Suicide and Extraordinary Mistakes" – 3:28
7. "The Distance Between Mars and the Earth, Pt. 2" – 0:57
8. "The Secret of Immortality: This Strange Feeling, This Impossible World" – 3:43
9. "The Gleaming Armament of Marching Genitalia" – 3:58
10. "The Distress Signals of Celestial Objects" – 2:11
11. "Space Bible with Volume Lumps" – 3:15
12. "Once Beyond Hopelessness" – 2:03